# Opel Monza
Opel Monza är en personbil, tillverkad i två generationer av den tyska biltillverkaren Opel mellan 1978 och 1986.

## Monza A (1978-82)
Monza A presenterades på IAA 1977. Det är en kupé-version av Opel Senator.
Versioner:
| Modell | Årsmodell | Motor              | Cylindervolym | Effekt | Bränslesystem      |
| ------ | --------- | ------------------ | ------------- | ------ | ------------------ |
| 2,8    | 1978-81   | 6-cyl radmotor CIH | 2784 cm³      | 140 hk | Enkel förgasare    |
| 3,0    | 1978-82   | 6-cyl radmotor CIH | 2968 cm³      | 150 hk | Enkel förgasare    |
| 3,0 E  | 1978-82   | 6-cyl radmotor CIH | 2968 cm³      | 180 hk | Bränsleinsprutning |

## Monza A2 (1982-86)
1982 kom en ny version, Monza A2, som var en vidareutvecklad Monza A1 med bl.a. ny front och bakända men i övrigt samma bil.
Versioner:
| Modell | Årsmodell | Motor              | Cylindervolym | Effekt | Bränslesystem      | Anm.        |
| ------ | --------- | ------------------ | ------------- | ------ | ------------------ | ----------- |
| 2,5 i  | 1983-86   | 6-cyl radmotor CIH | 2490 cm³      | 136 hk | Bränsleinsprutning |             |
| 3,0 i  | 1983-86   | 6-cyl radmotor CIH | 2968 cm³      | 180 hk | Bränsleinsprutning |             |
| 2,0 i  | 1984      | 4-cyl radmotor CIH | 1979 cm³      | 110 hk | Bränsleinsprutning |             |
| 2,2 i  | 1985-86   | 4-cyl radmotor CIH | 2182 cm³      | 115 hk | Bränsleinsprutning |             |
| 3,0 i  | 1986      | 6-cyl radmotor CIH | 2968 cm³      | 156 hk | Bränsleinsprutning | Katalysator |

## Bilder

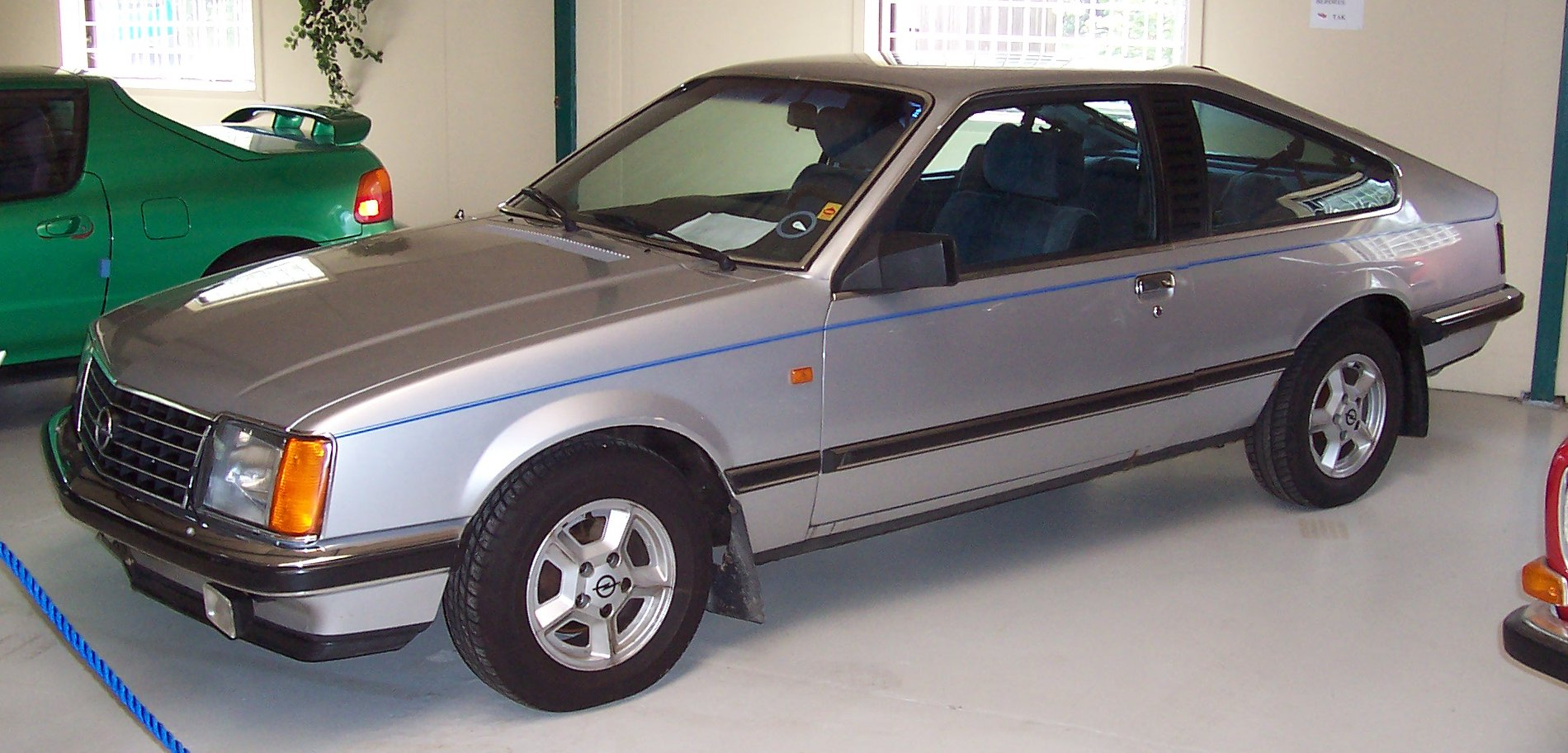
Monza A
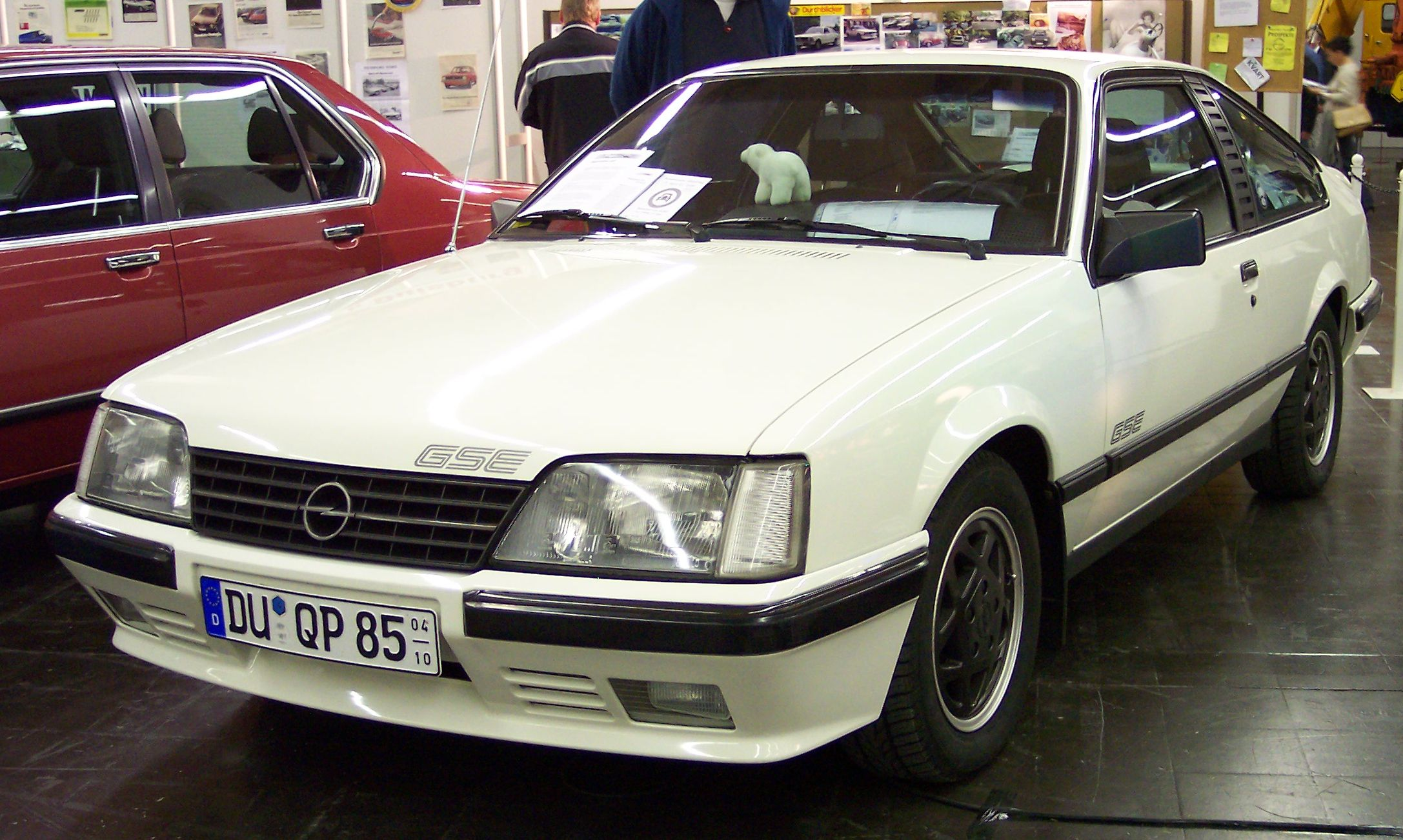
Monza A2